# سالتو دل گویرا
سالتو دل گویرا (به اسپانیایی: Salto del Guairá) یک منطقهٔ مسکونی در پاراگوئه است که در ناحیه کانیندیو واقع شده‌است. سالتو دل گویرا ۱۱٬۲۹۸ نفر جمعیت دارد.